# Sheila Jordan
Sheila Jordan (nascida Sheila Jeanette Dawson; Detroit, 18 de novembro de 1928 – Nova Iorque, 11 de agosto de 2025) foi uma cantautora estado-unidense de jazz. Sheila gravou como uma música de estúdio com diversos artistas aclamados pela crítica, para além de seguir uma carreira a solo. Sheila é pioneira no estilo de canto scat jazz e bebop, acompanhado por um contrabaixo. A música de Sheila foi elogiada por muitos críticos, principalmente pela sua capacidade de improvisar as letras por inteiro; Scott Yanow descreveu-a como "[U]ma das cantoras de jazz mais criativas de todas". Charlie Parker muitas vezes considerou Sheila como a "cantora com ouvidos que valia um milhão de dólares".

## Discografia

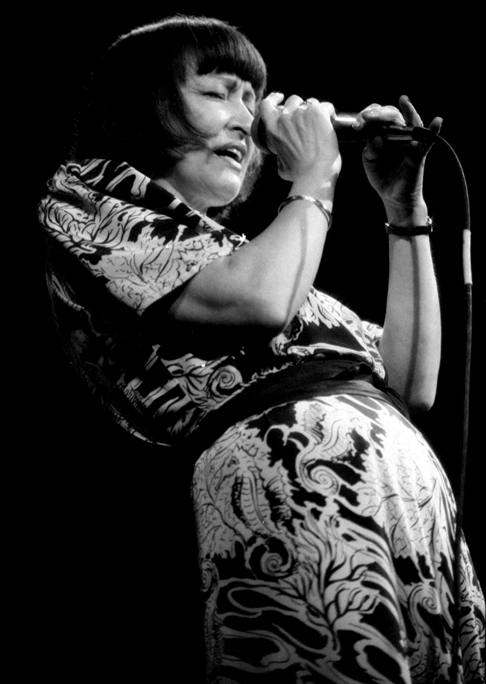
Sheila Jordan em 1985.

- Portrait of Sheila (Blue Note 1963)
- Confirmation (East Wind Records, 1975)
- Sheila (SteepleChase 1977)
- Playground – Steve Kuhn/Sheila Jordan Band (ECM, 1980)
- Last Year's Waltz – Steve Kuhn Quartet (ECM, 1981)
- Old Time Feeling (Muse (1982)
- The Crossing (Blackhawk Records 1984)
- Body and Soul (CBS/Sony 1986)
- Lost and Found (Muse 1989)
- Songs From Within (MA Recordings 1989)
- One for Junior (Muse 1991)
- Heart Strings (Muse 1993)
- Jazz Child – Steve Kuhn Trio (1998)
- Jazz Child (HighNote 1999)
- Sheila's Back In Town (Splasc(h); 2000)
- From the Heart (32 Records 2000)
- Straight Ahead (YVP/Splasc(h); 2000)
- I've Grown Accustomed to the Bass (High Note 2000)
- The Very Thought of Two (MA Recordings 2000)
- Little Song – Steve Kuhn Trio (2002)
- Little Song (High Note 2003)
- Believe in Jazz (ELLA Productions; 2004)
- Celebration – Live At The Triad (High Note 2005)
- Winter Sunshine (Justin Time 2008)

### Como participante
Com Carla Bley
- Escalator over the Hill (JCOA, 1971)

Com Cameron Brown
- Here and How! (OmniTone 1997)

Com Jane Bunnett
- The Water Is Wide (1993)

Com George Gruntz
- Theatre (ECM, 1983)

Com Bob Moses
- When Elephants Dream Of Music (Rykodisc 1982)

Com Roswell Rudd
- Flexible Flyer (Arista/Freedom 1974)

Com Steve Swallow
- Home (ECM, 1980)

## Morte
Jordan morreu em seu apartamento na cidade de Nova Iorque, no dia 11 de agosto de 2025 aos 96 anos.

## Prémios
- 2006: Associação dos Clubes e Cabarés de Manhattan – Prémio de Carreira Artística[4]
- 2007: Associação Internacional para a Educação do Jazz – Prémio Humanitário[5]
- 2008: Mary Lou Williams – Women in Jazz for Lifetime of Service[5]
- 2010: Prémio New York Nightlife – Vocalista de Jazz Proeminente[5]
- 2012: Fundo Nacional para as Artes, Prémio Mestre do Jazz – Prémio Carreira Honorífica[5]